# Glaucocystis
Glaucocystis, rod glaukofita. Postoji trinaest priznatih vrsta

## Vrste
1. Glaucocystis bhattacharyae T.Takahashi & Nozaki
2. Glaucocystis bullosa (Kützing) Wille
3. Glaucocystis caucasica D.A.Tarnogradskii
4. Glaucocystis cingulata Bohlin
5. Glaucocystis duplex Prescott
6. Glaucocystis incrassata (Lemmermann) T.Takahashi & Nozaki
7. Glaucocystis indica R.J.Patel
8. Glaucocystis miyajii T.Takahashi & Nozaki
9. Glaucocystis molochinearum Geitler
10. Glaucocystis nostochinearum Itzigsohn - tipična vrsta
11. Glaucocystis oocystiformis Prescott
12. Glaucocystis reniformis B.N.Prasad & P.K.Misra
13. Glaucocystis simplex D.A.Tarnogradsky